# Jysk markgræshoppe
Jysk markgræshoppe (Chorthippus jutlandica) er en græshoppe i acrididaefamilien. Det er en af de få arter endemisk til Danmark og den er kun fundet i klitterræner på en strækning ved den jyske vestkyst fra Blåvandshuk til Hvide Sande. Da arten først er beskrevet i 2003 er den ikke fuldt ud undersøgt og kan måske findes på andre slags lokaliteter. Jysk markgræshoppe forveksles meget let med almindelig markgræshoppe, syngende markgræshoppe og sydlig markgræshoppe.